# Везни играч (фудбал)
Везни играч или играч средине терена је играч у фудбалском тиму, који према формацији игра између одбране и напада. Њихов основни задатак је одузимање лопте у зачетку противничког напада, што квалитетније коришћења поседа лопте и креирање нападачких акција. Број везних играча зависи од формације и тактике екипе. Група везних играча чини везни ред.

## Централни везни играч
- Категорија:Везни играчи у фудбалу

Ова позиција се сматра можда и најважнијом у тиму. Од игре ових играча зависи колико ће екипа имати лопту у свом поседу и на који начин ће тај посед лопте и искористити. Свака екипа има макар једног централног везног фудбалера на терену. У зависности од додатних задужења која имају на терену, играчи на овој позицији могу бити дефанзивни или офанзивни везни играчи.

### Дефанзивни везни
Основни задатак ових играча је спречавање противничких напада, односно „кварење“ противничке игре. Њихова задужења се односе на чување противничких офанзивних везних играча и освајање поседа лопте. Од њих се очекује и да покрију простор који настаје убацивањем бекова или других везних играча у завршницу акција. Такође учествују и у зачетку креирања напада свога тима као и помагању одбрамбеним фудбалерима да изнесу лопту.

### Офанзивни везни
Од ових играча се очекују добре организаторске способности и креативност како би упошљавали нападаче и крила. Играју нешто испред везног реда и иза нападача. Веома често се убацују из другог плана у саму завршницу напада а најчешће поседују и добар шут из даљине. Због тога се може десити да ови играчи буду међу играчима који често постижу голове за своју екипу.

## Бочни везни играч
- Категорија:Крилни играчи у фудбалу

Бочни везни играч или крило је играч који игра уз саму аут линију. Задатак му је да напад своје екипе уз помоћ бека усмерава по боку. Некада су играчи на овој позицији били подељени на леве и десне везне играче, међутим у модерном фудбалу они могу играти и по једној и по другој страни. Некада се дешава да оваква два играча мењају страну на терену и по неколико пута у току утакмице. Уколико играју на оној страни којом се ногом боље служе, онда они то користе како би продрли по крилу и упутили центаршут, док у супротном користе могућност да уђу у средину и тако упуте шут ка голу. У одбрани се од њих очекује да спрече продор противничких бекова и њихово учествовање у самој завршници напада.